# 歐文 (密蘇里州林肯縣)
歐文（英語：Owen）是位於美國密蘇里州林肯縣的鬼鎮。

## 歷史
歐文的郵局於1883年設立，其後於1915年停運。

## 地理
歐文所處的海拔為高於海平面147米（即482英呎），而該地所採用的時區為UTC-6，即北美中部時區（CST）。同時該地設有夏令時間，為UTC-6調快一小時，即UTC-5（CDT）。